# Kitawala
Il kitawala (o kitower) è un movimento religioso nativista africano formatosi all'inizio del XX secolo per un'interpretazione indigena della predicazione di missionari statunitensi della Watch Tower (testimoni di Geova). Il movimento Kitawala si diffuse soprattutto in Angola, Rhodesia, Kenya, Niassa (attuale Mozambico), Uganda e raggiunse anche il Congo. È una delle più vaste organizzazioni religiose africane.
Il culto presenta alcune dottrine in comune con i testimoni di Geova.